# Spathula fontinalis
Spathula fontinalis är en plattmaskart som beskrevs av Frances R. Nurse 1950. Spathula fontinalis ingår i släktet Spathula och familjen Dugesiidae. Inga underarter finns listade i Catalogue of Life.